# انجمن (مجموعه تلویزیونی)
کمیونتی (به انگلیسی: Community /kəˈmjuːnɪti/) یک مجموعه تلویزیونی ساخته شده توسط دن هارمون است. مجموعه به مدت ۵ فصل بین سالهای ۲۰۰۹ تا ۲۰۱۴ از شبکه ان بی سی پخش شد. بعد از پنج فصل ان‌بی‌سی ساخت مجموعه را لغو کرد. پس از آن شرکت یاهو تصمیم به ساخت یک فصل از مجموعه کرد.